# Monti la Spina - Zaccana
Il Monte La Spina (1652 m) e il Monte Zaccana (1590 m), sono collocati nell'Appennino lucano meridionale all'interno del Parco nazionale del Pollino.
Situati tra i comuni di Lauria e Castelluccio Superiore in provincia di Potenza, insieme al vicino Monte Alpi (1905 m), rappresentano la propaggine settentrionale dell'area protetta più grande d'Italia.

## Caratteristiche
Il monte La Spina ha forma spigolosa e appuntita. Il versante occidentale è caratterizzato da pareti ripide e rocciose, mentre il versante orientale è costituito da pendii più morbidi ed accessibili. La sua configurazione ricorda una “spina” di rosa.
Il monte Zaccana ha forma allungata ed è ricoperto completamente dalla vegetazione, tranne in alcune pareti rocciose del versante occidentale.
Qui nasce il torrente Peschiera che dopo 17 km confluisce nelle acque del torrente Frido in territorio di San Severino Lucano.
Dalle vette è possibile avere una panoramica sulle sottostanti Valle del Sinni a sud-est e Valle del Mercure a sud-ovest, nonché sul massiccio del Pollino e massiccio del Sirino.

## Flora e fauna
La specie di maggior interesse è costituita dal raro pino loricato, che ne delimita verso ovest il confine di espansione in Italia. 
Le piante dell'albero sono relativamente giovani, ed infatti La Spina-Zaccana, è segnalata  tra le aree del Parco in cui maggiore è la rigogliosità della specie. Tutto questo in coincidenza sia della tutela ottenuta nel 1993 con la costituzione del Parco nazionale, e sia della notevole riduzione d'impatto dell'uomo.
Infatti, i tagli dei pini loricati per ricavarne legname prezioso sono ormai un ricordo lontano, e la specie ora giovane, ha ripreso vigore.
Tuttavia non mancano esemplari secolari risparmiati dai tagli indiscriminati del passato.
Tra le altre specie d'interesse da segnalare la presenza di orchidee autoctone.
Elemento di rilievo per la fauna, invece, è la presenza del lupo appenninico che ripopola i boschi in concomitanza della presenza del cinghiale.
Importante è la presenza dell'endemico scoiattolo meridionale. Tra le altre specie è presente la volpe, la puzzola, la faina, la lepre, il picchio verde, e tra i rapaci il gufo reale, il nibbio reale, la poiana e lo sparviere.